# The Devils

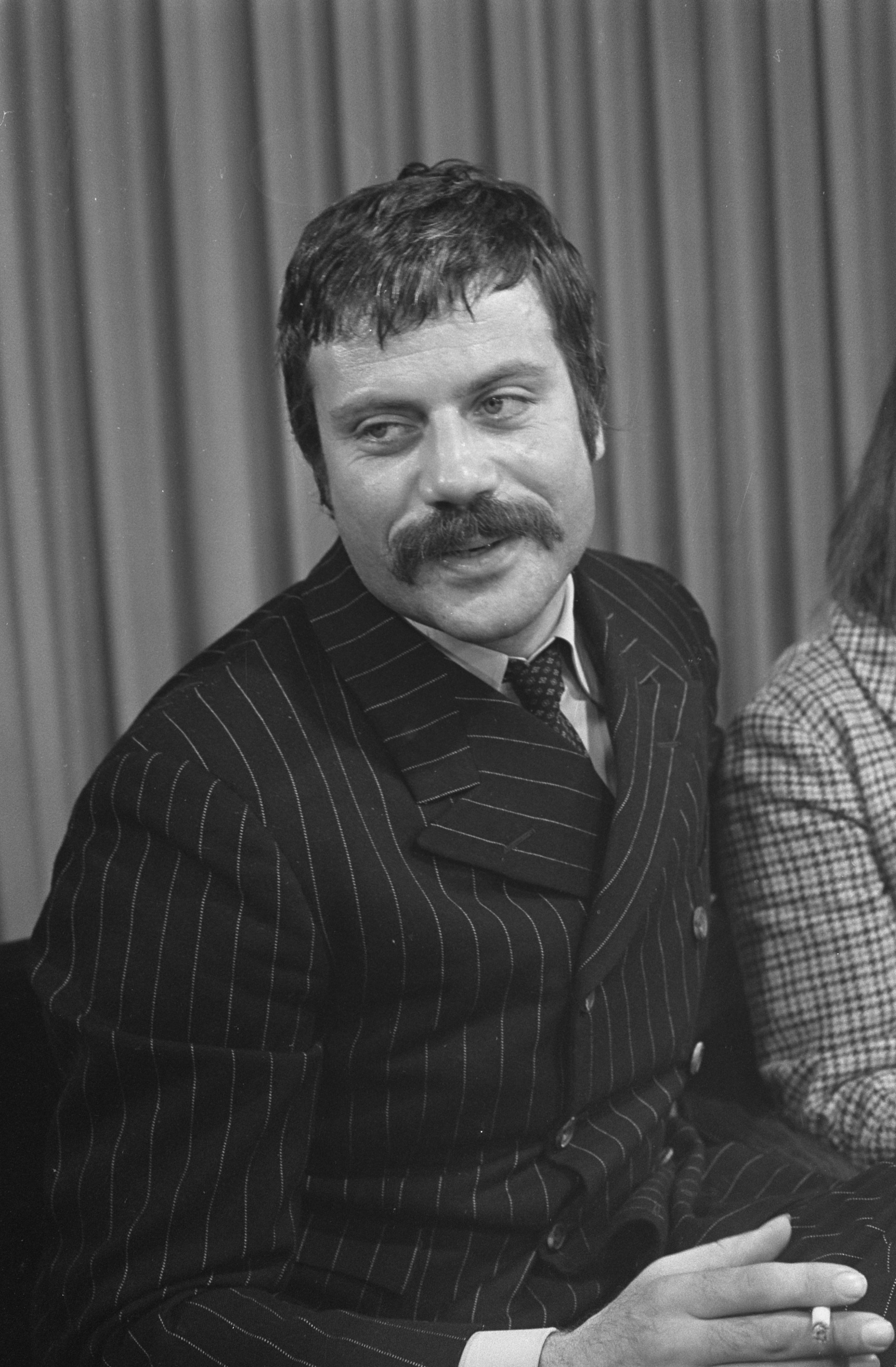
Oliver Reed

The Devils (conocida en España e Hispanoamérica como Los demonios) es una película británica de 1971 dirigida por Ken Russell y protagonizada por Oliver Reed y Vanessa Redgrave. Estuvo parcialmente basada en la novela de 1952 The Devils of Loudun de Aldous Huxley y en la obra de teatro de 1960 The Devils.
La cinta relata la vida de Urbain Grandier, un sacerdote católico ejecutado por brujería tras el famoso caso de las endemoniadas de Loudun. Reed interpreta el papel de Grandier en la película y Vanessa Redgrave encarna a una monja reprimida sexualmente.
The Devils enfrentó una dura reacción de los sistemas nacionales de clasificación cinematográfica debido a su inquietante contenido violento, sexual y religioso, y originalmente recibió una clasificación X tanto en el Reino Unido como en los Estados Unidos. Fue prohibida en varios países, y finalmente fue editada en gran medida para su publicación en otros. Nunca ha sido estrenada en su forma original y sin cortes en varios países.

## Sinopsis
The Devils relata la historia del clérigo Urbain Grandier en la Francia del siglo XVII, acusado de herejía y brujería. La historia está basada en los hechos reales acaecidos en la ciudad de Loudun, conocidos mundialmente como el caso de las endemoniadas de Loudun, uno de los eventos de posesión demoníaca más famosos de la historia.

## Reparto
- Oliver Reed es Urbain Grandier.
- Vanessa Redgrave es Jeanne.
- Gemma Jones es Madeleine De Brou.
- Brian Murphy es Adam.
- Kenneth Colley es Legrand.
- Michael Gothard es Pierre Barre.
- Dudley Sutton es el Barón de Laubardemont.
- Max Adrian es Ibert.
- Murray Melvin es Jean Mignon.
- Georgina Hale es Philippe Trincant.
- John Woodvine es Louis Trincant.
- Christopher Logue es el Cardenal Richelieu.
- Graham Armitage es Luis XIII.
- Andrew Faulds es Rangier.
- Judith Paris es Judith.
- Catherine Willmer es Catherine.

## Recepción
Tras su estreno en 1971, la película fue ampliamente controversial. En el Reino Unido, 17 autoridades locales prohibieron su distribución. Los críticos le dieron críticas igualmente mordaces. Judith Crist se refirió a la película como "una fiesta para los sádicos y los pervertidos", mientras Derek Malcolm la llamó "una mala película, en efecto". Roger Ebert le dio una extraña calificación de cero sobre cuatro estrellas posibles.
"Nunca quisimos hacer una hermosa película cristiana", comentó Reed. "Charlton Heston hizo muchas de esas... Esta película es sobre gente retorcida".